# 日本における原子爆弾の影響に関する日米合同調査団
日本における原子爆弾の影響に関する日米合同調査団は、原子爆弾の人体への影響を調査する目的で、1945年9月に組織され、1946年頃まで活動した。
アメリカ合衆国側の正式名称はThe Armed Forces Joint Commission for Investigating Effects of the Atomic Bomb in Japan（日本における原子爆弾の効果を調査するための軍合同委員会）。

## 概説
アメリカ合衆国は、進駐開始と同時に、原子爆弾投下の結果や残留放射能有無の確認についての軍調査団を日本に派遣し、作業をすすめていた。この過程で日本側の協力が不可欠と考えられ、東京帝国大学医学部教授都築正男への接触をはかった。
日本では、文部省科学教育局・学術研究会議・理化学研究所による検討の結果、9月14日、学術研究会議原子爆弾災害調査研究特別委員会の設置が決まった。
9月22日、日米双方による打ち合わせ会議が東京帝国大学医学部で開かれ、合同調査団が組織されるに至った。
合同調査団は、連合国軍最高司令官総司令部軍医団（団長アメリカ太平洋軍顧問軍医アシュレー・オーターソン）・マンハッタン管区調査団（団長アメリカ陸軍大佐トーマス・ファーレル）・日本側研究班（班長都築正男）の3者で構成され、オーターソンが代表となった。
9月28日、長崎班が現地入り。日本側構成員は、卜部美代志・三宅仁・吉川春寿・大橋茂・上田英雄・北本浩・袴田三郎・二階堂惣四郎・柏戸真一らであった。九州帝国大学・長崎医科大学・大村海軍病院（現国立病院機構長崎医療センター）が協力した。アメリカ海軍調査班（班長アメリカ海軍軍医シールズ・ウォーレン）も加わった。
10月21日、広島班が現地入り。日本側構成員は、佐々貫之・中尾嘉七・梶谷環・石川浩一・宮田利顕・篠原毅・石井善一郎・加藤周一・久保郁也・川村基・大越正秋・島峰徹郎らであった。陸軍軍医学校・東京第一陸軍病院（現国立国際医療研究センター）特設救護班が協力した。
12月までに合同調査はほぼ終了した。
日本側調査研究結果は、1946年に日本側関係者に配付されたが、アメリカ側の意向により公表はされなかった。1953年になって、日本学術会議編『原子爆弾災害調査報告集』に少なからず削除された上で掲載された。
アメリカ側では、1946年9月に6章1600ページに及ぶ報告書がまとめられたが、公表されることなく政府部内にとどめおかれた。1951年になって、アメリカ原子力委員会情報サービスの形で公表された。
1956年、オーターソンとウォーレンとの共編による英文の調査報告書『日本における原子爆弾の医学的効果』がニューヨークのマグロウヒルから出版された。